# إغناثيو إيشيفيريا
إغناثيو إيشيفيريا (بالإسبانية: Ignacio Echeverría) هو أمين صندوق البنك ومحامي إسباني، ولد في 25 مايو 1978 في أس بونتيس دي غارسيا رودريغيز في إسبانيا، وتوفي في 3 يونيو 2017 في لندن في المملكة المتحدة.